# クアラルンプール国際モーターショー
クアラルンプール国際モーターショー（クアラルンプールこくさいモーターショー Kuala Lumpur International Motor Show）は、マレーシアのクアラルンプールで開催される自動車展示会。3年に一度を目途に開催されている。会場は、プトラ世界貿易センタービル。